# ولسوالی چخانسور
ولسوالی چَخانسور یا اصل چخانسور یکی از ولسوالی‌های ولایت نیمروز افغانستان است. مرکز آن شهر چخانسور است. ولسوالی چخانسور ٢۶٬٨٣٧ نفر جمعیت و ۹٬۶۹۹ کیلومتر مربع مساحت دارد که ۹۸٫۸ درصد از زمین‌های این ولسوالی هموار و بیابان اند.
۵۰ درصد جمعیت آن مرد و ۵۰ درصد زن هستند. بیشتر باشندگان این ولسوالی بلوچ، و تاجیک می‌باشند. میانگین سن در این ولسوالی ۳۵ تا ۴۰ سال است.
این ولسوالی ۱۳٧ روستا و سه پاسگاه (پوسته) امنیتی دارد. ولسوالی چخانسور در زمستان آب‌وهوای معتدل و در تابستان آب‌وهوایی گرم دارد. محصولات زراعتی چخانسور تربوز، خربوزه است که به پیمانه زیاد به کابل و هرات صادر میگردد، بیشتر کشت در زمین‌های این ولسوالی دیمی هستند.
از صنایع دستی تولیدی در این شهر به فرش بلوچی و سوزن دوزی بلوچی که توسط بلوچ های افغانستان عرضه می شود می توان نام برد.
از آثار باستانی در این شهر می‌توان از قلعه ابراهیم‌خان سنجرانی نام برد که زمانی مقر فرمانروایی خوانین بلوچ بوده است.